# 自由射手 (歌剧)
《魔彈射手》（德語：Der Freischütz）是德国作曲家卡尔·马利亚·冯·韦伯的代表作，亦是德語浪漫主義歌唱劇（Singspiel）之濫觴。

## 作曲經過
1817年，時任德勒斯登宮廷樂長的韦伯已然是德語地區的代表作曲家，其歌劇如《森林少女》（Das Waldmädchen）、《彼得·施莫尔和他的邻居》、《西爾瓦娜》以及《阿布·哈桑》等作品皆取得可觀的成功，聯篇歌曲作品更被認為具有德意志民族的愛國精神，儼然是「國民作曲家」:viii。《自由射手》故事取材于德国文学家奥古斯特·阿佩尔编著的《鬼故事集》（德語：Gespensterbuch，1810年），脚本作者是约翰·弗里德里希·金德。金德僅用了十天時間，就將整個《魔彈》的腳本完成:ix，韦伯則是在三年後（1820年）才得以完成这部歌剧。
韦伯原先希望能在自己任職的德勒斯登舉行首演，但由於無法得到當局的支持，他轉而向柏林皇家歌剧院（Königliches Opernhaus，今柏林國立歌劇院）的總經理卡爾·馮·布呂爾求助，由於加斯帕雷·斯蓬蒂尼的作品《奧林匹耶》（Olympie）正在此院演出，《魔彈》必須等到翌年（1821）5月才終於展開排練。6月18日，《魔彈》完成了首演:v。1822年1月，《魔彈》在德勒斯登首次演出，1824、1825年陸續迎來倫敦、巴黎及美國等地的首演。

## 剧情大纲
在德国民间传说裡面，自由射手指的是拥有神奇的魔弹、能夠百发百中的射手本劇共分三幕，實際的故事背景是三十年战争后，波西米亚某庄园主的领地。

### 第一幕
射击比赛的首一輪賽事甫告结束，村民们在森林中的一间酒店为获胜者庆祝，而不幸落败的马克斯（Max，男高音）背对着他们，沮喪地独坐一旁。在狩獵活動仍然重要的社會中，獵人的射擊能力關乎一切，而奧托卡爾（Ottokar）王子已許諾，傑出的獵人將得到「森林守护官」（德語：Erbförster）这个稱號。马克斯今日的成績相當一般，甚至遜於鎮上名喚基利安（Kilian，即获胜者）的普通小子，如果無法在明天的新一輪賽事中取勝，马克斯不但與守護官稱號無緣，更將无法迎娶現任守护官库诺（Kuno，男低音）的女儿阿加特（Agathe，女高音）。酒店角落裡的另一个猎人卡斯帕（Kaspar，男中音）将马克斯這晚的患得患失都看在眼裡──卡斯帕是一个将灵魂卖给魔鬼的坏猎人，他也想迎娶阿加特，但阿加特鍾情马克斯，因此卡斯帕想報復阿加特父女與情敵。今日稍早正就是卡斯帕從中作梗，影響了马克斯的發揮。卡斯帕和魔鬼萨米尔（Samiel，口白）的交易是有代價的，为了换回自己的阳寿，现在他正在寻找替死鬼，马克斯的绝望正是絕好的机会。
库诺及其他猎人都鼓励马克斯，但他的心中仍充满了恐惧，他是那么害怕第二天的到来。身后的人们欢欣热闹的跳舞唱歌，马克斯却沉溺于对往昔的回忆，曾经那一片从森林到森林的广阔草原便是他的天地，当他的自由巡游结束后，可爱的阿加特会满面笑容的迎接他，而现在，他将失去这一切。此時，卡斯帕不怀好意地欺近來，一边劝他喝酒，一边向他讲述一个有关「狼谷」（Wolfsschlucht）的传说：据说，萨米尔拥有一种能百发百中的魔弹。卡斯帕表示只要拿到魔弹，那明天的比赛将易如反掌，接着说今天晚上没有月亮，正好适合打造魔弹，并约定午夜十二点的时候同去「狼谷」。起先马克斯有点犹豫，但看到卡斯帕所展示的一只魔弹后，囿於絕望的马克斯被说服了。

### 第二幕
另一边，阿加特与表妹安琴（Ännchen，女高音）正在家中，墙上的一幅老祖先的画像突然落下来，碰伤了阿加特的前額。把这视为不祥征兆的阿加特闷闷不乐，但快乐的安琴劝她勿要自寻烦恼。其实，阿加特的心中确有烦恼，今天森林中的一个隐士（男低音）告诉她，在她的身上将要发生可怕的事情，并送她一枝白色的蔷薇花作为护身符，她只希望草原上那轻柔的微风能够将她的祈祷吹上天，求神保佑。这时，马克斯来了，他表示马上要离开，并借口说是要去「狼谷」猎一头雄鹿。阿加特与安琴都阻止他，因为「狼谷」是传说中的鬼魅出没的地方，尤其是深夜。但马克斯决意前往，可能失去爱人的恐惧令他软弱、不相信自己的力量，他所有的希望都落在那神奇的魔弹上，他必须去。
場景一變，這晚外頭没有月光，阴森荒凉的「狼谷」死气沉沉，不知名的靈體四下喃喃。卡斯帕走进一片黑森林，他呼唤起魔鬼萨米尔的名字，要求用马克斯的灵魂换回自己的，还要求七颗魔弹。萨米尔应允了六颗，兴高采烈的卡斯帕奋力打造起魔弹来。然而，第七颗魔弹的去向是凡人无法控制的，它將會聽從魔鬼的操弄：这愚弄的报应若不是落在马克斯身上，便是落在卡斯帕身上。
马克斯朝着狼谷出发，一路上他的心里非常矛盾，恍惚间，他似乎看见了母亲的亡魂来阻止他，但一想到第二天的比赛和阿加特，他又坚定的向前走去。马克斯找到卡斯帕，卡斯帕正在对炼造魔弹的熊熊火焰祝福，妖魅的火光映在他的脸上十分可怕。随着一颗颗魔弹从火中诞生，周围就会发生不同的变化，忽而狂风暴雨、雷电交加，忽而妖魔鬼怪、磷光幽幽。最后，所有的魔弹造好了，卡斯帕疯狂的笑起来，他一颗一颗数着，突然，魔鬼萨米尔出现，取走了因惊吓过度而昏倒的马克斯的灵魂。

### 第三幕
第二天清晨，房间內的阿加特已经穿上新娘礼服，正哼唱著为马克斯祈祷，她相信马克斯一定能够获胜。虽然如此，她的内心深处还是感到不安，因为昨天晚上她做了一个恶梦，梦见她自己变成了一只白鸽，被马克斯的枪射中；醒轉後，阿加特的腳邊竟真的有一只受傷的大鳥，她担心这是一个不祥的预兆。安琴进来，看到阿加特愁容满面便安慰她，说在新娘的脸上不需要忧伤的眼神，便給她唱了一首詼諧的歌曲。这时，一群村姑带来了阿加特的花冠，并向她祝福。阿加特打开装花冠的盒子，裡面装的却是一顶葬礼用的白色花冠，阿加特尖叫着将它扔在地上，周围的姑娘也震惊的呆立着。一会儿后，阿加特恢复了镇定，取出前晚神秘隐士送给她的白色蔷薇花，安琴取来丝带，将花编制成一顶新的花冠。阿加特带上花冠，希望真的可以凭此度过一劫。
庄园内的林场，猎人们兴致高昂的在等待比赛开始，对他们来讲，这世上的事情要数打猎最快乐。马克斯的六發子彈都已發射，結果百發百中。奧托卡爾王子先是許諾了兩人的婚事，並頒布命令：马克斯必須將剩餘的彈藥用盡，作為自己就職「守护官」的見證，而餘下的正是那第七顆彈藥──魔鬼的遊戲。孰料接下來的一切竟跟阿加特的梦境一模一样：一只白鸽飞过，马克斯擎起枪瞄准，阿加特大声呼叫阻止他。马克斯的手一颤抖，子弹射向了躲藏在树后的阿加特。在一片惊讶声中，马克斯急忙赶去照看阿加特，人们都以为马克斯杀死了自己的新娘，为这悲惨的意外而哀悼。但不久，阿加特睁开了眼睛，她身上没有一点伤痕，那是因为她头上的花冠救了她一命。卡斯帕在断气前发出诅咒的声音──他诅咒魔鬼将自己玩弄。
王子命屬下打理現場，而後轉向马克斯，马克斯道出了自己與魔鬼間的交易，王子愤怒地要将马克斯驱逐。隐士突然出现，並说服了王子给马克斯一年的时间改过自新，此外將彈藥用盡的「傳統」也就此廢去。王子同意了，马克斯紧紧握住阿加特的手流着眼泪感谢上苍，他发誓永远不再背弃正义。

## 評價與特色
1821年6月18日的首演相當成功，觀眾的評價非常好，使得《魔彈》站穩了主流劇目的地位。樂評人及樂界人士的態度則較為保留，對於作品的取材仍有疑慮。政治上，《魔彈》恰逢其時，與德意志民族自拿破崙手中「解放」相互輝映，取材在地的腳本也成功擄獲了德語地區觀眾的注意；剧中黑猎人卡斯帕这一角色，正是浪漫主义时期「黑色英雄」的典型。不過，相較於在德意志地區的巨大成功，《魔彈》在維也納、巴黎等地演出時，都有因應當地局勢以及當局要求而做出大幅度修改的狀況:xi。
以現代觀點論，韦伯是继莫扎特之后少數的德语歌剧傑出創作者，在當代仍以意語与法語歌劇為主流的市場中，《魔彈》开辟了德国浪漫主义歌唱剧之先河，也影响了瓦格纳的创作。瓦格纳曾盛讚《魔彈》是為「最具德國特色的歌劇」:vi。《魔彈》迄今在德語地區依然是最受歡迎的劇目之一。

### 音樂特色
《魔彈》除了文字与舞台造型方面經精心打磨外，韦伯的配器手法與當時慣常的做法亦有不同，例如用圆号代表猎人，单簧管则代表黑猎人，给予森林、狼谷的音乐亦体现了民族色彩。在這部作品中，音樂被用來描繪兩個對比的世界，一邊是純樸的，另一邊則是邪惡的:2。此剧的序曲十分有名，常常在音乐会上作为单独曲目演奏，其以奏鸣曲形式开始，精炼的提示出全剧的几大主题，又以圆号的出场尤为精彩。必須注意的是，這樣將劇中後續主題先行「提煉」至序曲處亮相，實非韦伯的新創之舉，而是承繼自貝多芬的做法:x。配器上，圆号之外，雙簧管、單簧管的使用亦特別具有巧思。
第一幕中，射箭比赛失败的马克斯所唱的朗誦調和咏叹调〈无法忍受失败的痛苦〉，由带有波希米亚风格的圆舞曲引出，轻快的节拍一转而失，将马克斯的低调放大，开始是结构松散的朗誦调来讲述自己的失败，接着是抒情的咏叹调带出往日欢乐的回忆，表达自己心中的绝望，当中朗誦调与咏叹调反复交替，旋律速度变化，最后单簧管奏出卡斯帕的主题将全曲推向一个高潮，这样一来就暗示出马克斯内心矛盾的产生，为后来他向恶的力量屈服作了铺垫。另外，这一幕中的三重唱及合唱也很有特色，马克斯唱出了沮丧的心情，护林官库诺安慰他，而卡斯帕则心怀阴谋，三种个性由三种曲调表现，相互交织伴着合唱将矛盾冲突推至舞台前。第二幕方面，彷彿韦伯本身便是一名畏懼魔鬼的普通獵人似的，他所寫出的音樂成功地堆疊了密林中的可怖之情，其筆法十分新穎，即使以現代的角度審視亦然。第三幕第六景的带有民歌风格的〈猎人大合唱〉，极为雄壮，可以听到熟悉的圆号声勾勒出一片山上森林的自然景色。
全剧中阿加特有几首十分优美的咏叹调，如第二幕的祈祷歌〈微风轻吹，将我的祷告带上天〉和第三幕的〈即使云层密布，阳光依旧灿烂〉，阿加特这个角色代表着人性中的善一面。除此之外，次要角色安琴也有不错的唱段，如第三幕中的〈新娘的脸上不需要眼泪〉等，其音乐色彩轻松活泼。
《魔彈》是一部配樂、對話夾雜的說唱劇作，這樣的表演形式曾經在德語地區流行，後來慢慢被意語、法語歌劇取代而沒落。在此，韦伯對朗誦調的安排上特別有新意，有別於當代意語歌劇朗誦調的行禮如儀，《射手》的朗誦調有更重的份量，對劇情的串聯與推進的功能也較以往更強:x。

## 軼事
- 如同貝多芬《雷奧諾拉》般，出演劇院在劇作的名稱上是有決定權的。此劇的首演劇名曾有其他多個版本：《實驗一擊》（Der Probeschuss）、《獵者之妻》（Die Jägersbraut）等⋯⋯。不過，隨著《魔彈射手》一出，這些軼名最後都不了了之。
- 约翰·弗里德里希·金德與韦伯在呈現上有不同的意見，起先的協議是，韦伯應該專注在音樂方面，劇本則由金德主導，除非實在是出於音樂上的需要，否則不應改動。然而，在女高音卡洛琳·布蘭特（Caroline Brandt，韦伯未婚妻）的建議下，劇本初始的兩場戲被刪除。布蘭特認為，這兩場戲是多餘的，「直接切入人們的生活吧！」她表示[1]:ix。由當時觀眾的反應看來，她的觀點是有根據的，改變之後的劇本相當受到歡迎。金德方面對此頗有微詞，在1843年的著作《魔彈小冊》（Das Freischütz Buch）當中，表示了自己對當時「文學服務於音樂」的狀況的不滿：「任何歌劇作品都應該是一個整體，這並不只是指音樂上，在文學上亦然。若缺少其中一部份，這樣的作品只是一座斷了頭的塑像罷了[1]:ix。」令後人頗感玩味的是，金德此語與後來瓦格納的看法亦十分相似。
- 1841年，白遼士主導了《魔彈》在巴黎的一場演出，這次演出的目的是盡可能地呈現德語地區的製作，劇名也得以維持《魔彈射手》（法語：Le Freischütz）之名。然而為了因應巴黎觀眾的習慣，旁白的講述部分仍然必須以「音樂化」的方式進行[1]:xi。
- 根據紀載，此劇在美國新奧爾良州的演出曾以《波希米亞的瘋狂獵手》（The Wild Huntsman of Bohemia）之名出演。

## 外部連結
- 自由射手：国际乐谱典藏计划上的乐谱